# Wendelrutsche
Eine Wendelrutsche ist ein nichtmechanisches Stetigfördermittel, das vorwiegend in Blindschächten eingebaut wird. Sie gehört zur Gruppe der Schwerkraftförderer. Schaut man von oben in eine Wendelrutsche, so sieht man im Zentrum das sogenannte Wendelauge. Das Wendelauge ist ein freier Querschnitt, der nur bei Bunkerbefüllung angefüllt wird.

## Aufbau

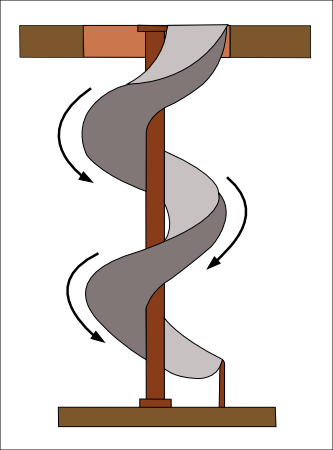
Prinzip der Wendelrutsche

Die Wendelrutsche stellt eine spiralförmige Rinne dar. Sie besteht aus schraubenlinienförmig zusammengesetzten Blechen. Die einzelnen Bleche sind in einem geschlossenen zylindrischen Blechmantel eingebaut. Zur Verschleißminderung werden sogenannte Schleißbleche aus Hartguss oder Schmelzbasalt verwendet. Diese werden mittels Inbussenkschrauben auf die Wendelbleche geschraubt. Die Rutschflächen der Schleißbleche sind zur Verringerung der Oberflächenrauhigkeit mit einem verschleißfesten Zweikomponentenlack beschichtet. Zwecks Korrosionsschutz werden die Wendelsegmente (Wendeschöße) entweder mit Farbe angestrichen oder verzinkt. Am obersten Punkt der Wendelrutsche befindet sich der Wendeleinlauf, am untersten Punkt der Wendelauslauf. Je nach Länge der Wendelrutsche werden einer oder mehrere Füllstandsmesser von außen an den Blechmantel der Wendelrutsche angebracht. In regelmäßigen Abständen befinden sich Revisionsklappen im Blechmantel der Wendelrutsche. Dadurch wird ein Zugang zur Wendelrutsche ermöglicht.

## Funktion
Das Fördergut fällt durch den Wendeleinlauf auf die Wendelrutsche und rutscht infolge der Schwerkraft auf den Wendelblechen nach unten zum Wendelauslauf. Dort fällt es auf ein Förderband und wird abgefördert. Wenn es erforderlich ist, kann die Wendelrutsche zeitweilig als Bunker genutzt werden, und so eine bestimmte Menge an Fördergut in der Wendelrutsche gebunkert werden. Zur dosierten Befüllung des Förderbandes befindet sich vor dem Wendelauslauf eine pneumatisch gesteuerte Wendelklappe, die entsprechend dem gewünschten Befüllungsgrad geöffnet wird. Um eine größere Fließgeschwindigkeit in der Wendelrutsche zu erreichen, wird bei Hochleistungswendelrutschen die Ganghöhe (Gefälle der Wendel) von 1800 mm auf 2200 mm erhöht; dadurch wird ein selbsttätiger Anlauf nach sogenannten Bunkervorgängen erreicht.

## Anwendung außerhalb des Bergbaus
Wendelrutschen werden auch außerhalb des Bergbaus z. B. zur Stückgutförderung in Logistikzentren, zur Hinabbeförderung von Gepäckstücken in Bahnhöfen oder von Materialien in Speicherräumen verwendet. Von Vorteil erweist sich der geringe Platzbedarf im Vergleich zu einer gewöhnlichen Rutsche und der Verzicht auf einen Förderantrieb.